# Prize Papers
Die Prize Papers, auch Prize Papers collection, deutsch etwa „Prisenpapiere“, sind eine Sammlung von nach dem Prisenrecht beschlagnahmten Materialien – Briefe, Bücher, Dokumente, Kunstwerke, aber auch Alltagsobjekte aus dem Zeitraum von 1652 bis 1815, die aus gekaperten Schiffen vom High Court of Admiralty, dem Gerichtshof der britischen Admiralität zusammengetragen wurden. Sie werden heute in den National Archives in Kew (London) aufbewahrt.

## Entstehung
Beim Kapern wurden in der Regel Handelsschiffe von militärisch überlegenen, mit einem Kaperbrief ausgestatteten Seefahrern aufgebracht und geplündert. Diese Praxis wurde von der den Kaperbrief ausstellenden Nation (neben Großbritannien beispielsweise auch Frankreich, die Hansestädte oder die USA) als Maßnahme gegen unerwünschte Handelstätigkeit autorisiert. Beschlagnahmte Ware, von der die Kaperer einen Anteil erhielten, wurde an die Behörden abgeliefert und gegebenenfalls Anklage, beispielsweise wegen Schmuggel, gegen Besatzung oder Passagiere der aufgebrachten Schiffe erhoben.
Nach Abschluss der jeweiligen Gerichtsprozesse wurde das von englischen Kaperern beschlagnahmte Gut im Tower of London gelagert und zu Beginn des 20. Jahrhunderts als High Court of Admiralty collection (HCA) in die National Archives überführt.

## Umfang und Inhalt
Bei den Prize Papers handelt es sich um rund 4100 Kisten und 70 Druckwerke, vor allem Briefe, Journale, Logbücher, Verwaltungsakten, Frachtlisten, Seekarten, illustrierte Reisetagebücher und weitere Dokumente aus der Zeit der Seekriege, des Amerikanischen Unabhängigkeitskriegs und der napoleonischen Kontinentalsperre.  Die Tatsache, dass die Dokumente weder archivalisch gesichtet noch selektiert wurden, führte dazu, dass seltene, sonst kaum überlieferte Zeugnisse der Alltags- und Kolonialgeschichte erhalten blieben. Zu den Fundstücken in der Sammlung gehören auch Kunstwerke und persönlicher Besitz der Schiffspassagiere und -besatzungen, darunter Tapetenmuster, Andachtsbilder, Zeichnungen von exotischen Tieren und Pflanzen, Schmuckstücke, Spielkarten, Schlüssel oder Partituren des Komponisten Jean-Lauren de Suffren.
In den Dokumenten wurden bisher 19 verschiedene Sprachen, darunter Niederländisch, Französisch, Englisch, Spanisch, Portugiesisch, Deutsch, Italienisch, Dänisch, Schwedisch, Russisch, aber auch Baskisch, Jiddisch, Ladino, Hebräisch, Mandarin, Hindi und Latein identifiziert. Für die Soziolinguistik sind sie bedeutsam als unverfälschte Quellen der Alltagssprache aus nicht literarisierten sozialen Milieus.

## Erschließung

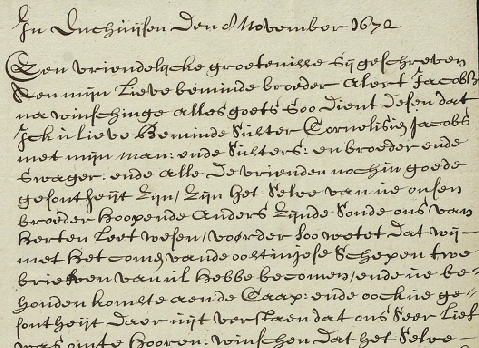
Brief aus einem 1672 gekaperten niederländischen Schiff

Im Jahr 1980 wurden in den Prize Papers rund 40.000 Seemannsbriefe (etwa ein Viertel des Bestandes) aus dem Königreich der Niederlande entdeckt. Zwischen 2008 und 2013 wurde ein erstes Forschungsprojekt mit dem Titel Brieven als buit („Briefe als Beute“) unter Leitung der Linguistin Marijke van der Wal von der Universität Leiden durchgeführt.
Die systematische Erfassung des gesamten Bestands begann im Jahr 2012. Ein internationales Kooperationsprojekt der Akademie der Wissenschaften zu Göttingen mit dem Deutschen Historischen Institut in London, den National Archives und der Verbundzentrale des Gemeinsamen Bibliotheksverbundes soll, ausgestattet mit einem Fördervolumen von 9, 7 Mio. Euro, die Prize Papers erschließen und für die interessierte Öffentlichkeit digital aufbereiten. Das Projekt ist unter Leitung der Historikerin Dagmar Freist an der Carl von Ossietzky Universität Oldenburg angesiedelt. Am 22. August 2018 wurde es im Oldenburger Schloss feierlich eröffnet.
Ein weiteres Forschungs- und Digitalisierungsprojekt, das der niederländische Migrationsforscher Jelle van Lottum von der Universität Nijmegen mit dem Historiker Lodewijk Petram am Huygens Instituut voor Nederlandse Geschiedenis (Huygens ING) in Zusammenarbeit mit den Universitäten Oxford und Birmingham durchführt, dokumentiert die Biographien niederländischer Seeleute und Arbeitsmigranten zwischen 1600 und 1800 anhand ihrer Briefe, die im Umfang von 140.000 Blatt digitalisiert, transkribiert und online verfügbar gemacht werden.
Im Oktober 2014 fand eine Konferenz der an dem Quellenfundus interessierten Historikerinnen und Historiker unter dem Titel All At Sea: The Prize Papers as a Source for a Global Microhistory in den National Archives statt.
Von Schülerinnen und Schülern der Helene-Lange-Schule, Studierenden der Universität Oldenburg und Angehörigen der Innovativen Hochschule Jade Oldenburg (IHJO) wurde im Juli 2020 nach Prize-Papers-Quellen ein Theaterstück erarbeitet.
Im November 2020 begann eine online-Vorlesungsreihe der Universität Oldenburg unter dem Titel The Prize Paper Lunch Talks, bei der einzelne Aspekte der Sammlung vorgestellt werden sollen.